# Municipio de Richland (condado de Wyandot)
El municipio de Richland (en inglés: Richland Township) es un municipio ubicado en el condado de Wyandot en el estado estadounidense de Ohio. En el año 2010 tenía una población de 871 habitantes y una densidad poblacional de 11,09 personas por km².

## Geografía
El municipio de Richland se encuentra ubicado en las coordenadas 40°51′41″N 83°28′2″O / 40.86139, -83.46722. Según la Oficina del Censo de los Estados Unidos, el municipio tiene una superficie total de 78.57 km², de la cual 78,57 km² corresponden a tierra firme y (0 %) 0 km² es agua.

## Demografía
Según el censo de 2010, había 871 personas residiendo en el municipio de Richland. La densidad de población era de 11,09 hab./km². De los 871 habitantes, el municipio de Richland estaba compuesto por el 98,62 % blancos, el 0,11 % eran afroamericanos, el 0,11 % eran amerindios, el 0,11 % eran de otras razas y el 1,03 % eran de una mezcla de razas. Del total de la población el 1,03 % eran hispanos o latinos de cualquier raza.